# Véra (série télévisée d'animation)
Cet article concerne la série télévisée d'animation. Pour le personnage de Scooby-Doo dont elle est adaptée, voir Vera Dinkley.
Véra (Velma) est une série télévisée d'animation pour adultes américaine en 21 épisodes de 22-28 minutes, développée par Charlie Grandy et diffusée entre le  12 janvier 2023 et le 3 octobre 2024 sur le service HBO Max / Max, et au Canada sur Much.
La série est basée sur les personnages de la franchise Scooby-Doo créée par les studios Hanna-Barbera, et principalement centrée sur celui de Véra Dinkley (Velma Dinkley en version originale). Il s'agit de la première production de la franchise à destination d'un public adulte, et met en scène des versions alternatives et revisitées des personnages.
Lors de sa diffusion, la série reçoit un accueil mitigé de la critique qui salue la performance des comédiens et l'animation mais est divisé sur l'humour, l'aspect métafiction ainsi que l'écriture des personnages et lui reproche de trop s'éloigner de la franchise dont elle s'inspire. Du côté des spectateurs, la série est connue pour son accueil extrêmement négatif, notamment de la part des fans de Scooby-Doo.
En France, elle a été mise en ligne intégralement le 31 octobre 2024 sur Max.

## Synopsis
La série suit Véra Dinkley et les autres membres de Mystère et Cie alors qu'ils sont encore adolescents, plusieurs années avant la formation officielle de leur groupe.

## Distribution

### Voix originales

#### Acteurs principaux
- Mindy Kaling : Velma Dinkley
- Glenn Howerton : Frederick « Fred » Jones
- Sam Richardson : Norville « Sammy » Rogers
- Constance Wu : Daphne Blake

#### Acteurs récurrents et invités
- Russell Peters (en) : Aman Dinkley
- Melissa Fumero : Sophie
- Sarayu Rao : Diya Dinkley
- Jane Lynch : Donna Blake
- Wanda Sykes : Linda Blake
- Ming-Na Wen : Carroll
- Ken Leung : Darren
- Cherry Jones : Victoria Jones
- Frank Welker : William Jones
- Nicole Byer (en) : Blythe Rogers
- Gary Cole : Lamont Rogers
- Weird Al Yankovic : Dandruff Tuba
- Fortune Feimster : Olive
- Yvonne Orji (saison 1) / Andia Winslow (saison 2) : Gigi
- Karl-Anthony Towns : Jacques Beau
- Shay Mitchell : Brenda
- Debby Ryan : Krista
- Kulap Vilaysack (en) : Lola
- Jim Rash : Dave
- Stephen Root : le shérif Cogburn
- Gary Anthony Williams : Don
- Jennifer Hale : Thorn (saison 2)
- Sara Ramírez : Amber (saison 2)
- Vanessa Williams : Edna Perdue (saison 2)
- Jason Mantzoukas : Scrappy-Doo (saison 2)

### Voix françaises

#### Acteurs principaux
- Edwige Lemoine : Véra Dinkley
- Alexis Tomassian : Frederick « Fred » Jones
- Jean-Baptiste Anoumon : Sammy « Norville » Rogers
- Laura Blanc : Daphné Blake

#### Acteurs récurrents et invités
- Stefan Godin : Aman Dinkley
- Véronique Desmadryl : Sophie
- Martine Irzenski : Donna Blake
- Laura Zichy : Linda Blake
- Catherine Artigala : Carroll
- Stéphane Bazin : Darren
- Juliette Degenne : Victoria Jones
- Gérard Surugue : William Jones
- Claire Morin : Blythe Rogers
- Thierry Desroses : Don
- Amandine Hauguel : Krista
- Claire Morin : Blythe
- Guillaume Lebon : Lamont Rogers
- Amaya Carreté : Olive
- Judith Ejnes : Thorn
- Farrah Grabi : Amber et Lola
- Maïk Darah : Edna Perdue
- Jérôme Pauwels : Scrappy-Doo
- Bernard Bollet : Richard Kind

## Production
En février 2021, HBO Max annonce la commande d'une série d'animation pour adulte centrée sur le personnage de Vera Dinkley de la franchise Scooby-Doo. L'année suivante, le droit des marques pour la série est listé comme abandonné, laissant entendre que le projet a été annulé. Néanmoins, le responsable des contenus du service, Casey Bloys, confirme en août 2022 que la production de la série est toujours en cours, suivie par une avant-première à la New York Comic Con d'octobre 2022.
Dans la série, plusieurs personnages changent d'ethnie, un choix assumé par la productrice et interprète de Vera, Mindy Kaling, qui dévoile lors d'une interview pour Entertainment Weekly qu'elle voulait montrer que l'essence du personnage n'était pas sa couleur de peau mais le fait que n'importe qui pouvait s'identifier à elle. Il est confirmé que le personnage de Scooby-Doo ne devrait pas apparaître dans la série à la suite d'une demande du studio et de la difficulté de créer une vision plus adulte du personnage.
Lors de l'annonce des acteurs qui prêteront leurs voix aux personnages, l'acteur Matthew Lillard, l'interprète de Sammy Rogers dans les films et qui double le personnage depuis 2010, apporte son soutien à la production. Frank Welker, la voix de Fred Jones, rejoint la série pour doubler le père de ce dernier.
Elle est annulée en octobre 2024 après la diffusion d'un épisode spécial sur le thème d'Halloween.

## Épisodes
| Saisons | Saisons         | Nombre d'épisodes | Diffusion originale | Diffusion originale | Service |
| Saisons | Saisons         | Nombre d'épisodes | Début de saison     | Fin de saison       | Service |
| ------- | --------------- | ----------------- | ------------------- | ------------------- | ------- |
|         | 1               | 10                | 12 janvier 2023     | 9 février 2023      | HBO Max |
|         | 2               | 10                | 25 avril 2024       | 25 avril 2024       | Max     |
|         | Épisode spécial | Épisode spécial   | 3 octobre 2024      | 3 octobre 2024      | Max     |

### Première saison (2023)
Composée de dix épisodes, elle a été diffusée entre le 12 janvier 2023 et le 9 février 2023 sur HBO Max.
1. La colère de Véra (Velma)
2. La madame des bonbons (The Candy (Wo)man)
3. Véra Kai (Velma Kai)
4. La liste de Véra (Velma Makes a List)
5. Soirée pyjama avec fanfare (Marching Band Sleepover)
6. Les péchés des pères et de certaines mères (The Sins of the Fathers and Some of the Mothers)
7. Fête du brouillard (Fog Fest)
8. Vera dans les bois (A Velma in the Woods)
9. Autre fille dans la famille (Family (Wo)man)
10. Le cerveau de l'opération (The Brains of the Operation)

### Deuxième saison (2024)
Composée de dix épisodes, elle a été mise en ligne intégralement le 25 avril 2024 sur Max.
1. The Mystery of Teen Romance
2. Creaky Friday
3. When Velma Met Money
4. Seancé
5. Burning Woman
6. Private Velmjamin
7. Female Utopia
8. Aman Hunt
9. The Real Villain
10. Til Death

### Épisode spécial (2024)
Un épisode spécial de 36 minutes sur le thème d'Halloween a été diffusé le 3 octobre 2024 sur Max.
1. Véra - Spécial Halloween (This Halloween Needs To Be More Special!)

## Accueil

### Critique
Lors de la diffusion de sa première saison, la série divise les critiques. La saison bénéfice d'une moyenne globale de 41 % avec 7 critiques positives et 10 négatives sur le site agrégateur de critiques professionnelles Rotten Tomatoes. Le consensus critique établit par le site indique « cette adaptation radicale de la Mystery Team à de l'attitude et du style mais ne sait pas comment transformer sa subversion maligne en plaisir engageant ».
Parmi les points positifs, les performances des comédiens sont saluées ainsi que le style d'animation et la direction artistique. Néanmoins, l'humour divise, certaines critiques reprochant à la série de trop de reposer sur des références à la culture populaire ainsi que son aspect métafiction trop appuyé. L'écriture des personnages et le fait que la série s'éloigne beaucoup de la franchise Scooby-Doo est également pointé par les critiques.
En fin d'année 2023, la première saison de la série figure sur plusieurs listes des pires séries de l'année de plusieurs publications dont TVLine ou encore Business Insider.

### Réception des spectateurs et controverse
La série est connue pour son accueil extrêmement négatif de la part des spectateurs. Lors de la diffusion de sa première saison, elle devient l'une des séries les moins bien notées de tous les temps sur IMDb et reçoit également des notes spectateurs très basses sur Rotten Tomatoes. Dans un article analysant la réception de la série par les spectateurs, Erik Kain de Forbes déclare que « la seule chose que Velma a réussi à bien faire – et c'est une réussite complète – c'est d'unir l'ensemble d'Internet pendant un court instant. Les conservateurs, les libéraux, les fans de Scooby-Doo et les non-fans sont tous d'accord : Velma est une pile puante d'excréments de Scooby-doo ». Plusieurs fans de la franchise reprochent alors à la série de tourner au ridicule les personnages et de se moquer d'eux.
La série engendre une controverse en raison de son traitement des minorités. En effet, bien qu'elle mette en scène des personnages d'ethnies différentes, beaucoup lui reprochent son traitement stéréotypé de ces derniers. Asyia Iftikhar de PinkNews accuse la série de perpétuer des stéréotypes sur les femmes d'Asie du Sud. Brahmjot Kaur de NBC News indique que ces accusations ont déjà étés faites aux précédentes séries télévisées de Mindy Kaling. Amos Barshad de Wired écrit dans un article que bien que certaines réactions soient dues à du racisme et de l'homophobie de la part de certains spectateurs, il considère quand même que le traitement de la série des minorités est mauvais.